# 人民多党民主
人民多党民主是一种共产主义理论。该理论主张通过建立人民多党民主制度，过渡到社会主义。它于1993年由尼泊尔共产党（联合马列）总书记马丹·库马尔·班达里提出。班达里认为“人民多党民主”理论是基于尼泊尔国情，对马克思列宁主义的发展。“人民多党民主”理论被尼泊尔共产党（联合马列）写入党章，并成为其施政纲领。2018年，尼泊尔共产党（联合马列）与尼泊尔共产党（毛主义中心）合并为尼泊尔共产党 (2018年)，新党继续奉行“人民多党民主”理论。2021年8月18日，尼泊尔共产党（联合马列）重建。
“人民多党民主”理论主张接受多党政治、多元社会，反对封建主义、垄断资本主义以及各种形式的压迫与剥削，为建设一个进步、发达、富裕和繁荣的社会而努力。
“人民多党民主”理论与欧洲共产主义具有一定相似性。